# Posavsko-podmajevička grupna nogometna liga 1983./84.
"Posavsko-podmajevička grupna nogometna liga" je bila jedna od četiri grupne lige "Međuopćinskog nogometnog saveza Brčko" i liga šestog stupnja nogometnog prvenstva Jugoslavije u sezoni 1983./84. 
 
Sudjelovalo je 14 klubova, a prvak je bio klub "Partizan" iz Kostrča. 

## Ljestvica
| mj. | klub                   | ut. | pob. | ner. | por. | gol+ | gol- | bod     |
| --- | ---------------------- | --- | ---- | ---- | ---- | ---- | ---- | ------- |
| 1.  | Partizan Kostrč        | 26  | 15   | 7    | 4    | 53   | 24   | 37      |
| 2.  | Bratstvo Srnice        | 26  | 17   | 4    | 5    | 80   | 36   | 36 (-2) |
| 3.  | Mladost Lončari        | 26  | 13   | 8    | 5    | 42   | 30   | 24      |
| 4.  | Posavina Ulice         | 26  | 13   | 4    | 9    | 49   | 40   | 30      |
| 5.  | Jedinstvo Vučkovci     | 26  | 15   | 3    | 8    | 53   | 33   | 29 (-4) |
| 6.  | Mladost Gorice         | 26  | 13   | 3    | 10   | 40   | 42   | 29      |
| 7.  | 1. Maj Bok             | 26  | 8    | 8    | 10   | 43   | 40   | 24      |
| 8.  | Mladost Vidovice       | 26  | 10   | 6    | 10   | 50   | 48   | 24 (-2) |
| 9.  | Poljoprivednik Krepšić | 26  | 9    | 6    | 11   | 50   | 60   | 24      |
| 10. | Pelagićevo             | 26  | 10   | 4    | 12   | 44   | 62   | 24      |
| 11. | Dubrave                | 26  | 9    | 2    | 15   | 50   | 61   | 20      |
| 12. | Proleter Oštra Luka    | 26  | 8    | 2    | 16   | 39   | 50   | 18      |
| 13. | Sloga Hrgovi Donji     | 26  | 7    | 3    | 16   | 31   | 57   | 17      |
| 14. | Jedinstvo Bukova Greda | 26  | 2    | 6    | 18   | 27   | 62   | 10      |

- Bukova Greda – tada dio naselja Bok

## Rezultatska križaljka
| kratica | klub                   | 1MAJ | BRA | DUB | JEDBG | JEDV | MLAG | MLAL | MLAV | PAR | PEL | POS | POLJ | PRO | SLO |
| --- | ---------------------- | ---- | --- | --- | ----- | ---- | ---- | ---- | ---- | --- | --- | --- | ---- | --- | --- |
| 1MAJ | 1. Maj Bok             |      |     |     |       |      |      |      |      |     |     |     |      |     |     |
| BRA | Bratstvo Srnice        |      |     |     |       |      |      |      |      |     |     |     |      |     |     |
| DUB | Dubrave                |      |     |     |       |      |      |      |      |     |     |     |      |     |     |
| JEDBG | Jedinstvo Bukova Greda |      |     |     |       |      |      |      |      |     |     |     |      |     |     |
| JEDV | Jedinstvo Vučkovci     |      |     |     |       |      |      |      |      |     |     |     |      |     |     |
| MLAG | Mladost Gorice         |      |     |     |       |      |      |      |      |     |     |     |      |     |     |
| MLAL | Mladost Lončari        |      |     |     |       |      |      |      |      |     |     |     |      |     |     |
| MLAV | Mladost Vidovice       |      |     |     |       |      |      |      |      |     |     |     |      |     |     |
| PAR | Partizan Kostrč        |      |     |     |       |      |      |      |      |     |     |     |      |     |     |
| PEL | Pelagićevo             |      |     |     |       |      |      |      |      |     |     |     |      |     |     |
| POS | Posavina Ulice         |      |     |     |       |      |      |      |      |     |     |     |      |     |     |
| POLJ | Poljoprivednik Krepšić |      |     |     |       |      |      |      |      |     |     |     |      |     |     |
| PRO | Proleter Oštra Luka    |      |     |     |       |      |      |      |      |     |     |     |      |     |     |
| SLO | Sloga Hrgovi Donji     |      |     |     |       |      |      |      |      |     |     |     |      |     |     |
| |                        |      |     |     |       |      |      |      |      |     |     |     |      |     |     |
| podebljan rezultat - utakmice od 1. do 13. kola (1. utakmica između klubova) rezultat normalne debljine - utakmice od 14. do 26. kola (2. utakmica između klubova) rezultat nakošen - nije vidljiv redoslijed odigravanja međusobnih utakmica iz dostupnih izvora rezultat nakošen i smanjen * - iz dostupnih izvora nije uočljiv domaćin susreta prekrižen rezultat - poništena ili brisana utakmica p - utakmica prekinuta 3:0 p.f. / 0:3 p.f. - rezultat 3:0 bez borbe n.i. - nije igrano |                        |      |     |     |       |      |      |      |      |     |     |     |      |     |     |

 Izvori: 

## Unutrašnje poveznice
- Međuopćinska liga Brčko 1983./84.
- Posavska grupna liga 1983./84.